# Diocèse d'Almaty

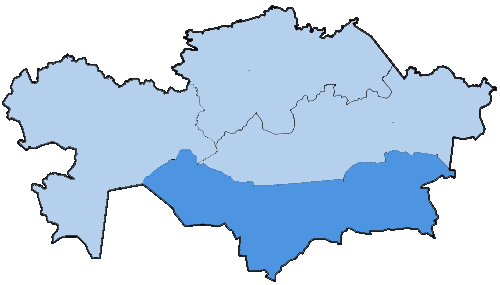
Carte du diocèse.

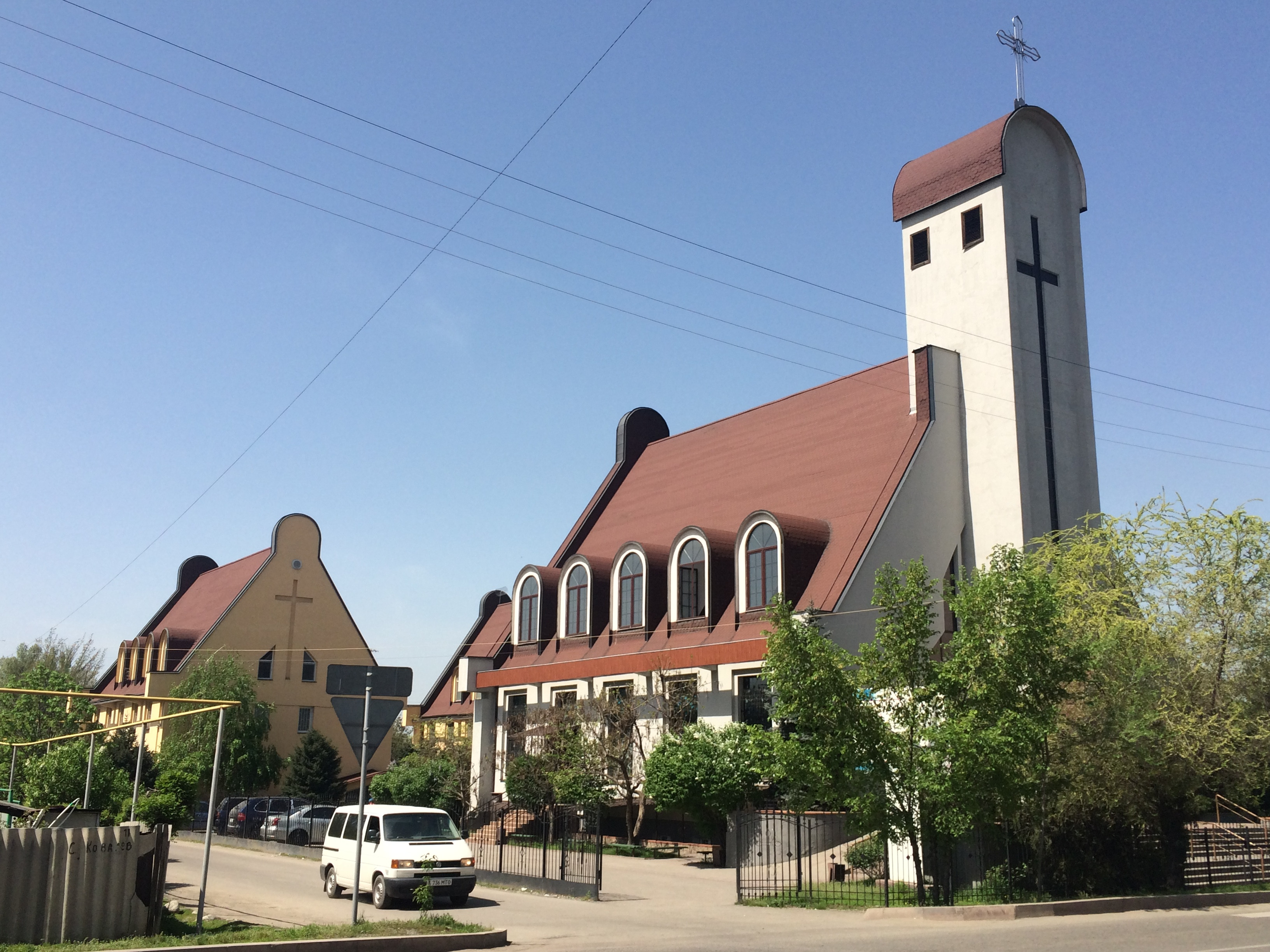
La cathédrale de la Très-Sainte-Trinité d'Almaty.

Le diocèse d'Almaty (Dioecesis Sanctissimae Trinitatis in Almata, diocèse de la Très-Sainte-Trinité d'Almaty) est un territoire de l'Église catholique au sud du Kazakhstan (en Asie centrale) dont le siège est à la cathédrale de la Très-Sainte-Trinité d'Almaty (ancienne capitale sous le nom d'Alma-Ata). Il est suffragant de l'archidiocèse d'Astana.

## Histoire
L'administration apostolique d'Alma-Ata est érigée le 7 juillet 1999 par la bulle pontificale Ad aptius consulendum du pape Jean-Paul II, recevant son territoire de l'administration apostolique du Kazakhstan, aujourd'hui diocèse de Karaganda.
Le 17 mai 2003, elle est élevée au statut de diocèse par la bulle Dilectae Almatensis de Jean-Paul II et entre dans la province ecclésiastique de l'archidiocèse d'Astana.

## Ordinaires
- Henry Theophilus Howaniec, O.F.M. (7 juillet 1999 - 5 mars 2011, retraite)
- José Luís Mumbiela Sierra, depuis le 5 mars 2011

## Territoire
Le diocèse couvre la partie méridionale du pays sur 711.600 km². Il est partagé en 10 paroisses.
- Almaty: paroisse de la Très-Sainte-Trinité (cathédrale)
- Almaty: paroisse Notre-Dame
- Chymkent: paroisse Sainte-Thérèse-de-l'Enfant-Jésus
- Essik: paroisse du Sacré-Cœur
- Jarkent: paroisse Notre-Dame-Reine-des-Martyrs
- Jetyguen (autrefois Nikolaïevka): paroisse Saint-André-Kim
- Kapchagaï: paroisse de l'Immaculée-Conception
- Taldykorgan: paroisse Sainte-Marie
- Talgar: paroisse de l'Assomption-de-la-Bienheureuse-Vierge-Marie
- Taraz: paroisse de l'Assomption-de-la-Bienheureuse-Vierge-Marie

## Congrégations
Congrégations présentes dans le diocèse:
- Almaty: couvent des frères mineurs (OFM)
- Almaty: couvent des sœurs enseignantes franciscaines (OSF)
- Almaty: couvent des Missionnaires de la Charité (MC)
- Chymkent: institut du Verbe incarné (IVE)
- Chymkent: prieuré des sœurs servantes du Seigneur et de la Vierge de Matara (SSVM)
- Kapchagaï: couvent des Servantes de l'Immaculée Conception (SSLNPNMP)
- Taldykorgan: couvent des frères mineurs (OFM)
- Taldykorgan: couvent des sœurs rédemptoristes

## Statistiques
Selon l'annuaire pontifical de 2013, le diocèse compte 50 700 baptisés soit 0,8 % de la population (6 584 000 habitants). Ils ont 8 prêtres diocésains à leur disposition, 7 prêtres issus de congrégations religieuses et 9 religieux, ainsi que 21 religieuses. Le nombre de catholiques par prêtre est de 3 380.

### Articles liés
- Grand séminaire Marie-Mère de l'Église
- Christianisme au Kazakhstan